# Pirata sylvanus
Pirata sylvanus este o specie de păianjeni din genul Pirata, familia Lycosidae, descrisă de Chamberlin și Ivie, 1944. Conform Catalogue of Life specia Pirata sylvanus nu are subspecii cunoscute.